# David Gillick
David Gillick (* 9. července 1983, Dublin) je irský sportovec, atlet, dvojnásobný halový mistr Evropy v běhu na 400 metrů.
Své největší úspěchy zaznamenal v hale. Na halovém MS 2004 v Budapešti získal bronzovou medaili ve štafetě na 4 × 400 metrů. V roce 2005 vybojoval zlatou medaili na halovém ME v Madridu a o dva roky později titul obhájil na šampionátu v Birminghamu. V roce 2008 reprezentoval na letních olympijských hrách v Pekingu. V úvodním rozběhu obsadil celkové 29. místo a do semifinále nepostoupil . O rok později se umístil na mistrovství světa v Berlíně na šestém místě. Ve finále byl nejlepším z Evropanů . Ve stejném roce skončil šestý také na světovém atletickém finále v Soluni. V roce 2010 na halovém mistrovství světa v katarském Dauhá doběhl ve finále na pátém místě, později však byl diskvalifikován.